# Кривоніжка ламка
Кривоніжка ламка (Campylopus fragilis) — вид мохів порядку дикранальних (Dicranales).

## Поширення
Батьківщиною є Європа, Африка, Північна Америка, Південна Америка, Азія, Австралія.
Населяє скелі, валуни та оголення, вкриті гумусом, а також гумусний або торф’янистий ґрунт.

## Характеристика
Рослини заввишки 0.5–2 см, жовтувато-зелені, в пучках, дуже густо залистнені, часто закінчуються пеніцилатним пучком, білувато запушені. Листки 4–5 мм, яйцювато-ланцетні, найширші під серединою і звужені біля основи, звужені в більш-менш довгу пряму одноколірну субулу. Спеціалізоване нестатеве розмноження за допомогою маленьких листків у формі бумеранга, що утворюються в пазухах дистальних листків.